# Observanz (Recht)
Als Observanz wird ein örtlich begrenztes Gewohnheitsrecht (Herkommen) bezeichnet. Es handelt sich dabei als Gewohnheitsrecht um ein „Recht, das nicht durch förmliche Setzung, sondern durch längere tatsächliche Übung entstanden ist, die eine dauernde und ständige, gleichmäßige und allgemeine sein muß und von den beteiligten Rechtsgenossen als verbindliche Rechtsnorm anerkannt wird.“
Dieses Recht braucht der Richter nicht zu kennen, er ist aber verpflichtet, es von Amts wegen zu ermitteln, § 293 ZPO.
Ob abgeleitetes Gewohnheitsrecht, das sich kraft Ermächtigung gebildet hat, wie die örtliche Observanz der Überprüfung im Normenkontrollverfahren nach § 47 VwGO unterliegt, ist umstritten.